# Vít Bárta
Vít Bárta (* 5. prosince 1973 Praha) je český podnikatel a politik, v letech 2010–2013 poslanec Parlamentu České republiky a lídr politické strany Věci veřejné. Od července 2010 do dubna 2011 ministr dopravy České republiky.
Na funkci rezignoval po vypuknutí kauzy financování poslanců Věcí veřejných a odtajnění „Strategie 2009–2014“ agentury ABL. Jeho trestní stíhání bylo označeno za nezákonné. Vít Bárta byl zproštěn všech obvinění. Ministerstvo spravedlnosti poslalo Bártovi dne 30. listopadu 2014 omluvu za nemajetkovou újmu způsobenou trestním stíháním.
V současnosti se Vít Bárta věnuje podnikání. Je jednatelem společnosti Rail Clinic s.r.o., která poskytuje služby v oblasti mobilního servisu nákladních železničních vagonů.

## Mládí
Vystudoval Policejní akademii České republiky v Praze, titul JUDr. získal na Akadémii Policajného zboru v Bratislavě. Již během studií začal podnikat jako OSVČ. Přednáší předmět komerční bezpečnost na Policejní akademii ČR.

## Založení ABL
V roce 1998 založil spolu s bratrem bezpečnostní agenturu ABL. V říjnu 2008 předložil manažerům firmy ABL plán dalšího hospodářského růstu firmy zahrnující ovládnutí veřejného prostoru pomocí strany Věci veřejné a ovlivňování konkurenčních firem a zákazníků. Dokument obsahoval kromě jiného také návrh konkrétních metod ovlivňování, například infiltraci a sledování konkurence. Tajný materiál nazvaný „Strategie 2009–2014“ zveřejnila Mladá fronta DNES v dubnu 2011.

## Politická kariéra
V letech 2010 až 2013 působil Vít Bárta jako poslanec Parlamentu České republiky a od února do listopadu 2013 předseda strany Věci veřejné. Od července 2011 do dubna 2012 byl předsedou poslaneckého klubu strany. Do zvolení za předsedu Věcí veřejných byl považován za faktického lídra strany. Od 13. července 2010 do 21. dubna 2011 byl ministrem dopravy České republiky.

### Volby do Poslanecké sněmovny 2010

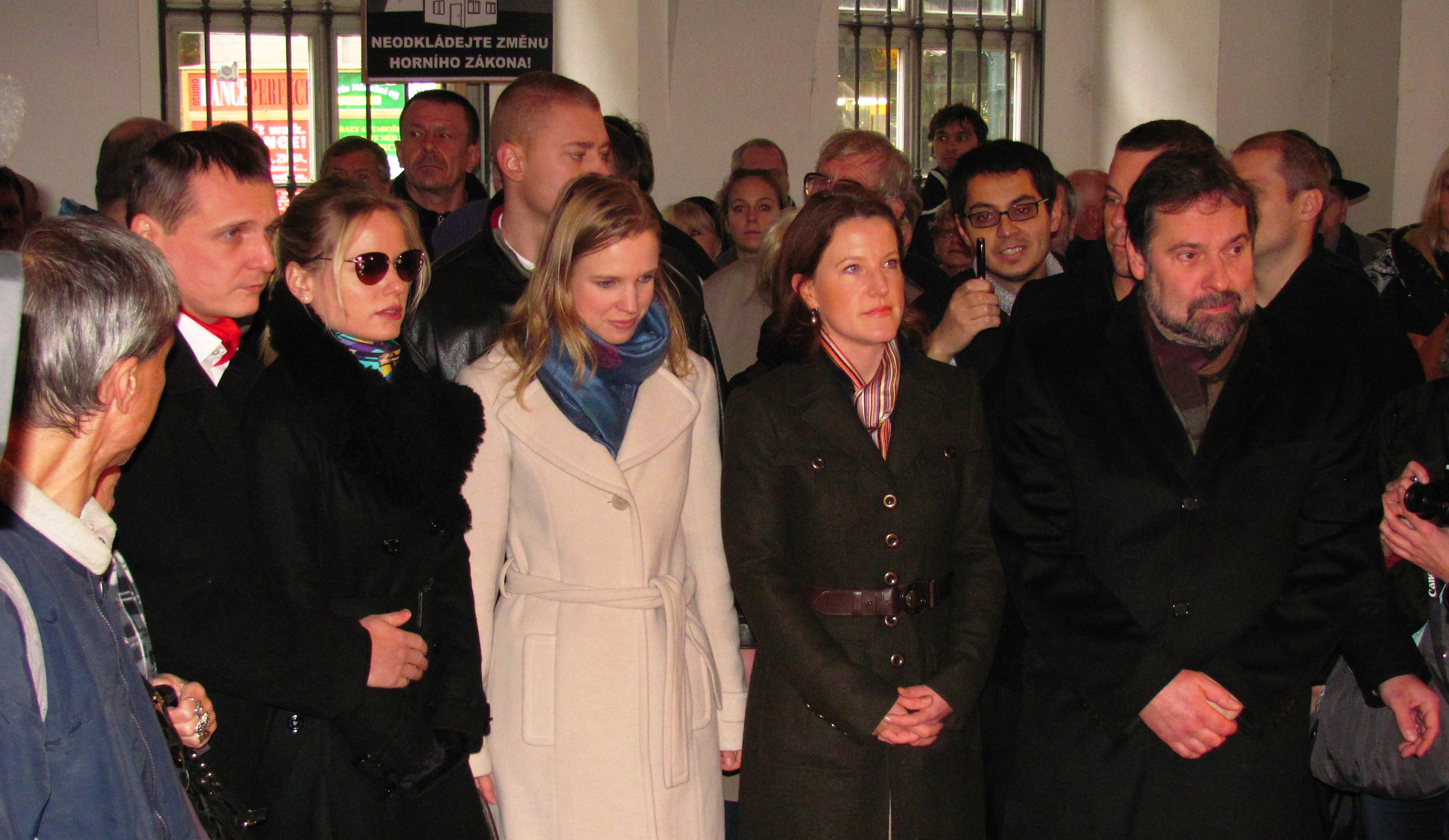
Vít Bárta s vedením Věcí veřejných na Národní třídě v Praze v roce 2010 při vzpomínce na události 17. listopadu 1989

Ve volbách v květnu 2010 kandidoval jako nestraník za stranu Věci veřejné v Praze a současně dělal Věcem veřejným volebního manažera. Byl zvolen do Poslanecké sněmovny Parlamentu ČR a stal se členem Nečasova kabinetu jako ministr dopravy. Po vstupu do vlády se po politickém tlaku postupně vzdal přímé kontroly nad agenturou ABL. Ještě v květnu 2010 firmu spoluvlastnil, do začátku června 2010 byl předsedou dozorčí rady ABL. Vzdal se platu na ministerstvu a peníze posílá na dobročinné účely.
V listopadu 2010 přišel na půl roku o řidičský průkaz za jízdu bez řádné SPZ. Dostal také pokutu ve výši pěti tisíc korun.

### Ministr dopravy
Při Bártově příchodu na ministerstvo nastaly radikální změny. Výpověď dostalo 17 procent ministerských úředníků, z nichž někteří byli podezřelí, že vynášeli citlivé údaje ministerstva. Byly také ukončeny smlouvy na externí právnické služby podepsané Bártovým předchůdcem exministrem Řebíčkem (ODS). Dále odvolal z krajského ředitelství ŘSD v Ústeckém kraji Reného Kominíka. Audit zadaný Bártou, který za Mott MacDonald vypracovala Miloslava Pošvářová, upozornil na řadu nesrovnalostí při stavbě Královopolských tunelů v Brně. Osobně se sešel se statkářkou Ludmilou Havránkovou, která odmítala prodat pozemky určené pro stavbu dálnice D11 u Hradce Králové.
Jako nežádoucí na Ministerstvu Vít Bárta označil členy ODS T. Hrdličku, I. Rittiga, podnikatele R. Janouška a J. Jindru, kteří jsou označováni za kmotry či lobbisty.
Zablokoval a tedy o několik let zdržel stavbu některých regionálně významných dopravních staveb, nejvýznamnější stavba je Berounský tunel.

### Kauza financování poslanců VV
Počátkem dubna 2011 Bártu bývalý předseda VV Škárka a předsedkyně poslaneckého klubu VV Kristýna Kočí obvinili z uplácení a podali na Bártu trestní oznámení. Vzniklá kauza financování poslanců VV společně s dalšími okolnostmi, především odtajněním „Strategie 2009–2014“ firmy ABL, vedly 8. dubna 2011 k rezignaci Víta Bárty na ministerskou funkci. V pondělí 11. dubna předal premiér demisi prezidentu republiky, který ji 21. dubna 2011 přijal. Ve funkci ministra dopravy Bártu nahradil dosavadní náměstek Radek Šmerda.
Bárta osobně popřel, že by kohokoliv uplácel a tvrdí, že šlo o půjčky. Řekl doslova: „Já jsem třem kolegům půjčil, všem třem si opovažuju tvrdit, že to byli tykající kamarádi, částky od 100 do půl milionu korun a byla to bezúročná půjčka na jeden rok.“
Bárta byl 13. dubna 2012 u Obvodního soudu pro Prahu 5 odsouzen za podplácení k trestu odnětí svobody na 18 měsíců, který mu byl podmíněně odložen na 30 měsíců. Bárta se tehdy na místě odvolal. Městský soud v Praze jako soud odvolací v listopadu 2012 původní rozsudek zrušil a případ vrátil k novému projednání obvodnímu soudu. Trestní stíhání však bylo označeno za nezákonné. Vít Bárta byl rozsudkem Obvodního soudu pro Prahu 5 ze dne 23. ledna 2013, sp. Zn. 3 T 8/2012, ve spojení s rozhodnutím Městského soudu v Praze ze dne 26. března 2013, sp. zn. 61 až 48/2013, zproštěn všech obvinění vzhledem k tomu, že k trestnému činu nedošlo. Ministerstvo spravedlnosti poslalo Bártovi dne 30. listopadu 2014 omluvu za nemajetkovou újmu způsobenou trestním stíháním. Ještě před rozhodnutím odvolacího soudu do věci zasáhl Nejvyšší soud, který část jednání obžalovaného Bárty, uskutečněné na jednání poslaneckého klubu VV, posoudil jako kryté poslaneckou imunitou a tudíž v tomto rozsahu ho vyjmul z pravomoci orgánů činných v trestním řízení. V dubnu 2014 policie začala vyšetřovat Jaroslava Škárku a Kristýnu Kočí kvůli křivému obvinění Bárty.
Dne 31. října 2013 byl zadržen policií a spolu s ním plukovník Jan Petržílek, vedoucí odboru analytiky a informatiky Útvaru pro odhalování korupce a finanční kriminality (ÚOKFK). V lednu 2014 Nejvyšší soud zamítl dovolání státního zástupce proti dřívějšímu rozsudku, a tím byl Bárta definitivně zproštěn všech obvinění.
Přes 8 let pak probíhalo soudní řízení o nároku Víta Bárty na náhradu škody za nemajetkovou újmu, která mu měla vzniknout v souvislosti s jeho nezákonným trestním stíháním za údajnou politickou korupci. Soud mu nakonec přiznal odškodnění ve výši téměř milionu korun.

### Předseda VV
V únoru 2013 byl Vít Bárta, do té doby považovaný za neformálního šéfa strany Věci veřejné, zvolen předsedou strany a ve funkci tak nahradil Radka Johna.
Vít Bárta na sjezdu vyhlásil novou strategii strany, založenou na boji proti tržním oligopolům a upozorňování na zákony, které jdou těmto oligopolům vstříc. Mezi Bártovy hlavní iniciativy patří boj proti hazardu, za jehož rozkvět na území ČR obviňuje ministra financí Miroslava Kalouska. Jeho ministerstvo totiž firmám provozujících výherní videoterminály dávalo povolení až do konce roku 2014.
Dále za levnější potraviny, jejichž cena je podle Bártova tvrzení deformována špatným zákonem o Významné tržní síle. Bárta ale také bojuje proti exekucím a lichvě a předložil v souvislosti zákon, který měl za úkol zastropovat RPSN na 30 %. V srpnu 2013 na protest proti tomu, že Poslanecká komise pro práci kanceláře pověřila kancléře Poslanecké sněmovny, aby urychlil skartaci záznamů pohybu a návštěv poslanců v budově Sněmovny Bárta prohlásil, že klub VV předá Útvaru pro odhalování organizovaného zločinu výpis pohybu poslanců VV a jejich návštěv sám a vyzval k obdobnému kroku ostatní poslanecké kluby.

### Volby do Poslanecké sněmovny 2013
Před volbami do Poslanecké sněmovny PČR v roce 2013, v kterých kandidoval v Plzeňském kraji jako lídr za Úsvit přímé demokracie Tomia Okamury, otevřel v lednu 2013 v Plzni svou vlastní politickou kavárnu s názvem PARTIE. V ní pravidelně pořádal debaty s občany a zároveň sloužila jako poslanecká kancelář a středisko plzeňské kandidátky Hnutí Úsvit Tomia Okamury. Ve volbách Vít Bárta neuspěl o 175 hlasů, hnutí Úsvit nezískalo v Plzeňském kraji ani jeden mandát.
Kvůli policejnímu vyšetřování v listopadu 2013 rezignoval na funkci předsedy Věcí veřejných, aby svou kauzou dále nepoškozoval stranu.

## Podnikání
Od října 2018 se Vít Bárta věnuje podnikání. Jako jednatel společnosti Rail Clinic s.r.o. poskytuje služby v oblasti mobilního servisu nákladních železničních vagonů.

## Soukromý život
Otec docent RNDr. Ivo Bárta, CSc. byl biolog, přednosta Ústavu obecné biologie na 3. LF UK, matka MUDr. Jiřina Bártová, CSc., působí na Ústavu obecné hygieny 3. LF UK, je členkou strany Věci veřejné a k roku 2010 byla zastupitelkou Prahy 1. Jeho pradědem byl lékař Jan Semerád. Po střední škole studoval lékařství, které nedokončil.
V červenci 2010 se oženil s místopředsedkyní VV Kateřinou Klasnovou. V roce 2016 byl pokřtěn a stal se členem Církve československé husitské.